# 출림강

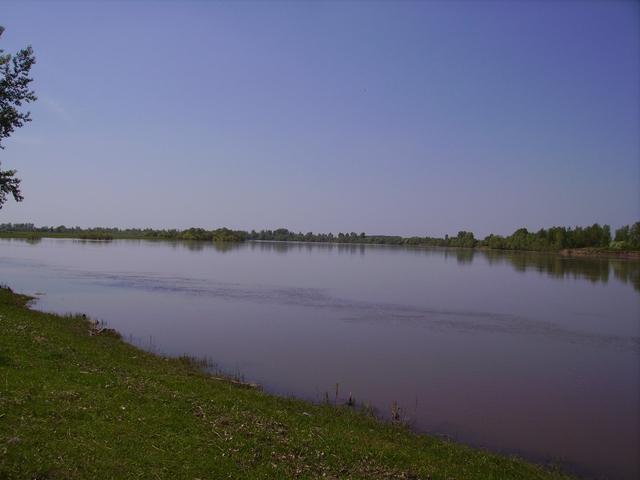

출림강(러시아어: Чулым)은 오비강의 지류이다.
유역길이는 1799 km이고, 유역면적은 134 km2이다.
이 강은 벨리이유스강과 체르니이유스강으로 흘러서 들어가고, 이 강의 일부가 크라스노야르스크 지방과 톰스크주를 통과한다.
이 강에 접해 있는 도시는 나자로보, 아친스크, 아시노이다.